# 麵包師

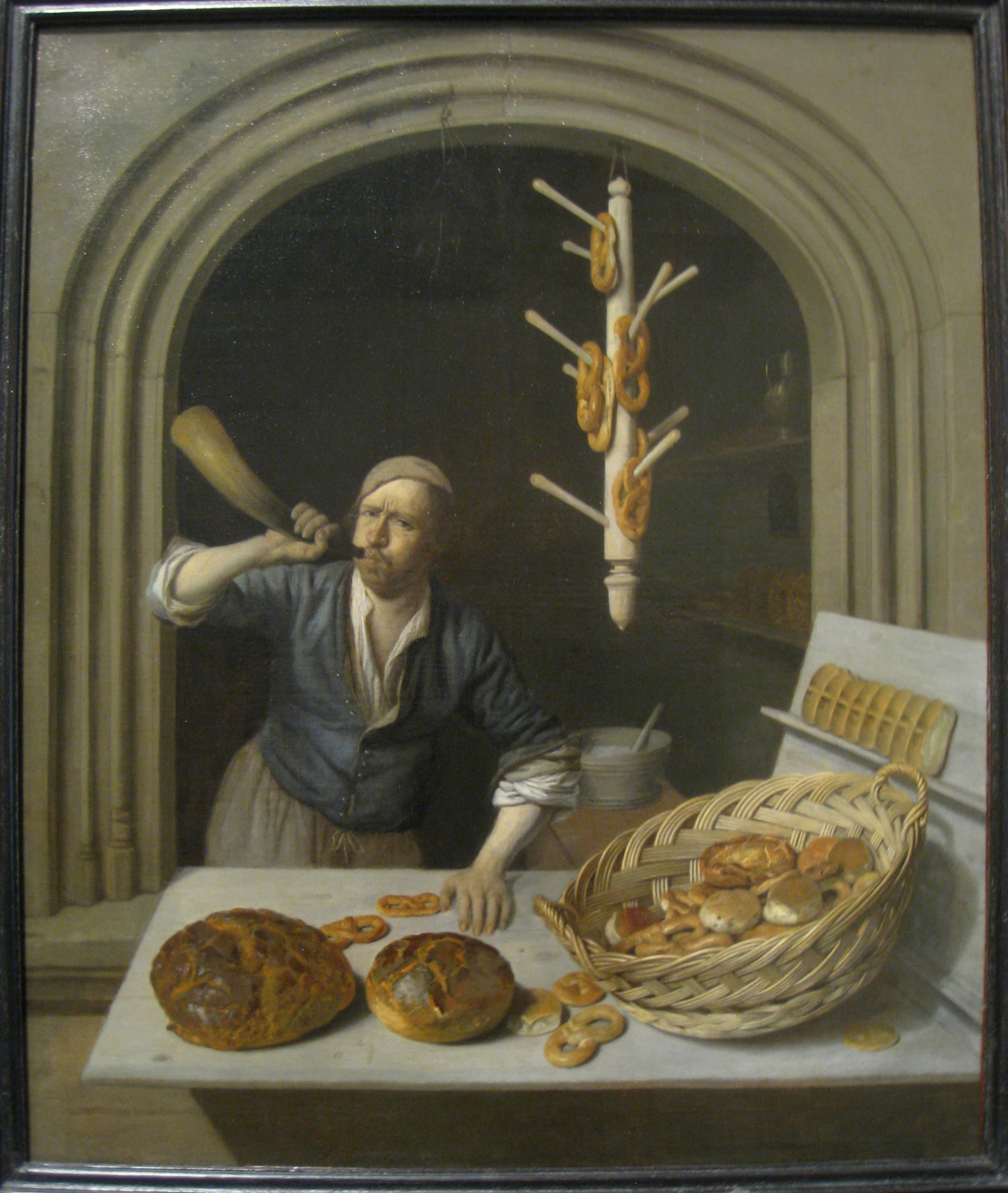
《烘焙師》（1681年），约伯·阿德里安斯·贝克海德（1630−1693）的油畫，目前藏於伍斯特艺术博物馆

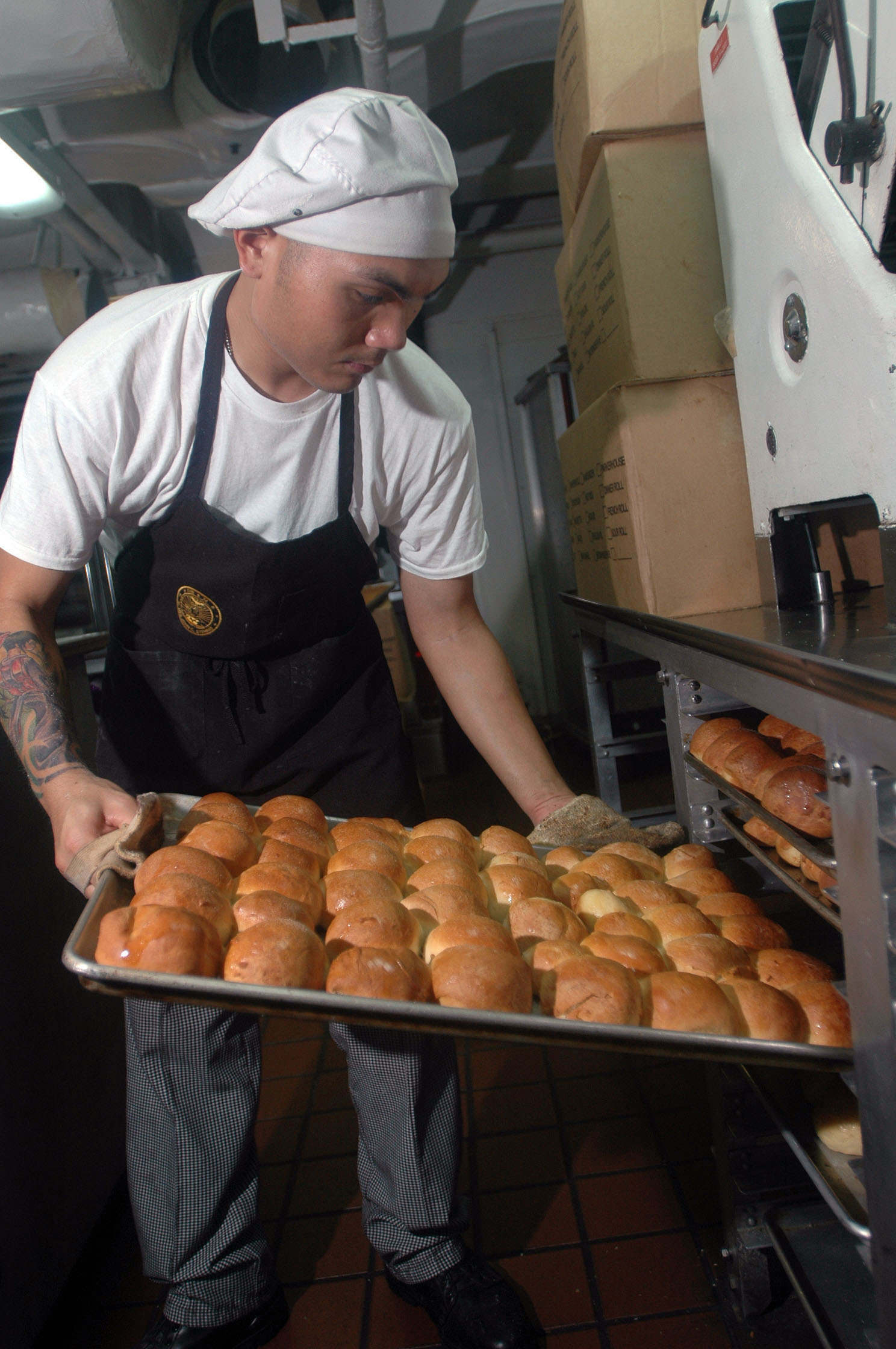
約翰·C·史坦尼斯號航空母艦上的一個麵包師正在將一盤新鲜出炉的 圓麵包放上架子冷卻。

麵包師（與甜點師通稱為烘焙師）是指從事以烤箱或者其他熱源來製成麵包、餅乾、蛋糕等的專門職業人員，工作地點常稱為烘焙坊。

## 歷史

### 上古時期
穀物數千年來都是人類的主食，因此烘焙的歷史也相當的長遠。然而，對於酵母的控制，卻是相對較晚才發展出來的技術。 在西元前五、六世紀，古希臘人使用封閉的以燃燒木材加熱的烤爐，一些團體會用大型公共烤爐進行麵包製作。 希臘人烘培了數十種甚至可能到數百種麵包。阿特納奧斯在他的著作中描述了七十二種。在幾個世紀後的古羅馬，第一量產麵包出現了，在此時也出現了專職烘培的人。古罗马的烘培師使用蜂蜜和油，创造糕点而不是面包。古羅馬的面包师（拉丁语：pistor）有些是奴隶，他们（如當時的奴隸工匠）有时是有自己的自由的。 羅馬的大家庭通常有自己的面包师。高盧人發現在麵團中加入啤酒可以使麵糰發酵的狀況更加，是人類歷史記載中第一次出現以人為控制的酵母製作的麵團。

### 中世紀
在中世紀歐洲，烤爐通常是獨立於其他建築的，有時更設在城牆之外，以避免火災的風險。由於麵包是當時重要的主食，烘培師的生產要素（如原料、每一塊麵包的大小等）被嚴格的規則規範著。 例如亨利三世在1267年發表了麵包和啤酒法規，令所有的烘培和釀造商人必須在進行交易時必須繳稅以及遵守許多規範，如對度量衡的檢查、品質控管、及價格制定等。 在這個法規的實行之後，「烘培業成為了一個非常穩定的行業，以比釀酒業更加專業的方式被執行著，造成一個小鎮或村子內的烘培師較釀酒師少得多。」 由於烤爐是一項非常昂貴的投資且需要非常謹慎的使用，便造成了專業化麵包店的出現。